# Bob Shacochis
Œuvres principales
- Au bonheur des îles
- La Femme qui avait perdu son âme

Bob Shacochis, né le 9 septembre 1951 en Pennsylvanie, est un écrivain américain.

## Biographie
En 1994, il a été journaliste et correspondant de guerre pour le magazine "Harper's" , notamment lors de l’intervention américaine en Haïti et membre des Peace Corps.

## Œuvres
Bob Shacochis écrit des livres de "non-fiction", dans la veine du Nouveau Journalisme (dans la lignée de Tom Wolfe, Norman Mailer et Hunter S. Thompson). 
Sur le plan littéraire, on peut trouver des influences du côté de Joseph Conrad  de Graham Greene et surtout d'Ernest Hemingway, selon les critiques américains.
En 1985, son recueil de nouvelles "Au bonheur des îles" a reçu le National Book Award de la première œuvre de fiction en 1985.  
En 1990, son premier roman "Sous les eaux du volcan" est selon  la présentation de son éditeur "témoigne d’une rare créativité : la puissance de son imagination, son art complexe de la narration, sa création de personnages à la fois monstrueux et touchants, son écriture opulente et poétique en font une œuvre magistrale, réaliste autant que visionnaire". 
Malgré le succès de l'ouvrage, s'ensuit une absence éditoriale  qui perdurera durant une quinzaine d'années. 
En 2013, son roman "La Femme qui avait perdu son âme qui a marqué" marque son retour sur la scène littéraire américaine.

### Recueils de nouvelles
- Au bonheur des îles, Gallimard, 2000 ((en) Easy in the Islands, 1985)
- (en) The Next New World, 1990

### Romans
- Sur les eaux du volcan, Gallimard, 1996 ((en) Swimming in the Volcano, 1993)
- La Femme qui avait perdu son âme, Gallmeister, 2016 ((en) The Woman Who Lost Her Soul, 2013)

Publié en 2013, traduit en français en janvier 2016 par François Happe chez Gallmeister, le roman se situe en Haïti et  s'articule autour  de générations, de lieux et d'époques autour du destin d'une femme assassinée. L’auteur nous plonge dans l’Haïti de 1996, après le retour d’Aristide et l’intervention américano-onusienne, dans la Croatie de l’effondrement nazi et oustachi de 1944-1945, dans la Turquie de l’apogée de la guerre froide, en 1986, et enfin à nouveau en Haïti et en Bosnie, durant cette période  de 1997-2000, durant laquelle grandit inexorablement ce qui deviendra le 11 septembre 2001.

### Essais
- (en) Drinking, Smoking and Screwing: Great Writers on Good Times, 1994
- (en) Domesticity: A Gastronomic Interpretation of Love, 1994
- (en) The Immaculate Invasion, 1999
- (en) Conversations with Cuba, 2001

### Anecdotes
L'auteur souffre d'une fibrillation atriale qui lui a occasionné, avant que le diagnostic soit posé, des peurs de mourir.